# 斯捷布尼齊亞
50°42′9″N 28°30′29″E / 50.70250°N 28.50806°E
斯捷布尼齊亞（烏克蘭語：Стебниця），是烏克蘭北部的村莊，隸屬日托米爾州的日托米爾區。該村面積6.07平方公里，2001年人口54，人口密度每平方公里8.89人。